# 靶点 (生物学)
生物学靶点（英語：Biological target）是指位于生物体内，能够被其他物质（配体、药物等）识别或结合的结构。比如，一些微生物的趋化性（chemotaxis）系统中的甲基趋化受体蛋白（methyl-accepting chemotaxis protein）能够被其生存环境中的一些分子（葡萄糖等）结合，进而调节微生物的鞭毛运动。常见的药物靶点包括蛋白质、核酸和离子通道等。

## 药物靶点
- 蛋白质[1]
  - G蛋白偶联受体[2][3]，以此为靶点的药物约占44%
  - 酶[4]，以此为靶点的药物约占29%
  - 离子通道[5][6]
  - 载体蛋白，以此为靶点的药物约占15%
  - 核受体
  - 其他蛋白质，如结构蛋白

- 核酸[7]